# Gnophos abbreviata
Gnophos abbreviata är en fjärilsart som beskrevs av Nitsche 1926. Gnophos abbreviata ingår i släktet Gnophos och familjen mätare. Inga underarter finns listade i Catalogue of Life.